# Henry-Frauenschuh
Der Henry-Frauenschuh (Cypripedium henryi) ist eine Pflanzenart aus der Gattung Cypripedium in der Familie der Orchideen (Orchidaceae).

## Merkmale
Der Henry-Frauenschuh ist eine ausdauernde Pflanze mit einem Rhizom, die Wuchshöhen von 30 bis 55 Zentimeter erreicht. Der Stängel ist behaart und trägt vier oder fünf Blätter. Sie sind oval bis breit-lanzettlich geformt, am Ende zugespitzt und messen 10 bis 21 × 4,6 bis 8,5 Zentimeter. Der Blütenstand enthält zwei bis drei Blüten. Blütenstiel und Fruchtknoten sind mit weißen, drüsigen Haaren besetzt. Die Blütenblätter sind grün, die seitlichen Petalen meist etwas verdreht. Das obere Sepal misst 3,5 bis 4,5 Zentimeter Länge und 1 bis 1,5 Zentimeter Breite, die beiden anderen Petalen sind komplett miteinander verwachsen, dieses Synsepal ist ebenso groß, an der Spitze leicht eingeschnitten. Die Petalen sind etwas länger und schmaler. Die Lippe ist grün, selten gelblich und hat eine Länge von 1,5 bis 2,7 Zentimeter. Das Staminodium ist oval und misst 6 bis 7 × 3 bis 4 Millimeter.
Blütezeit ist im Mai.
Die Chromosomenzahl des Henry-Frauenschuhs beträgt 2n=22, zwei mehr als die meisten anderen Cypripedium-Arten.

## Vorkommen
Der Henry-Frauenschuh kommt in West-China in Guizhou, Nordwest-Yunnan, Sichuan, Süd-Gansu und Süd-Shaanxi in sommergrünen Wäldern, Grasfluren und Gebüschen in Höhenlagen von (800) 1800 bis 2800 Meter vor. Er wächst in humusreichen Böden.

## Taxonomie
Der Henry-Frauenschuh wurde 1892 von Robert Allen Rolfe in Bulletin of Miscellaneous Information 1892 Seite 211 als Cypripedium henryi erstbeschrieben. Das Epithet "henryi" ehrt den Entdecker Augustine Henry.

## Nutzung
Der Henry-Frauenschuh wird selten als Zierpflanze für Gefäße genutzt.

## Belege
- Eckehart J. Jäger, Friedrich Ebel, Peter Hanelt, Gerd K. Müller (Hrsg.): Rothmaler Exkursionsflora von Deutschland. Band 5: Krautige Zier- und Nutzpflanzen. Spektrum Akademischer Verlag, Berlin Heidelberg 2008, ISBN 978-3-8274-0918-8.
- Orchidaceae (Draft). In: Wu Zhengyi, Peter H. Raven (Hrsg.): Flora of China. Band 25. Missouri Botanical Garden Press, St. Louis (Flora of China [abgerufen am 20. Januar 2009] 1994+).